# Gorgonea Quarta
Gorgonea Quarta (ω Persei / 28 Persei) es una estrella en la constelación de Perseo de magnitud aparente +4,61.
Su nombre proviene de la mitología griega, refiriéndose a las gorgonas relacionadas con el héroe Perseo. Y aunque las gorgonas sólo eran tres, en la constelación hay cuatro estrellas con este nombre: Gorgonea Prima (β Persei) —más conocida como Algol—, Gorgonea Secunda (π Persei), Gorgonea Tertia (ρ Persei) y Gorgonea Quarta. 
Las cuatro estrellas no tienen ninguna relación entre sí fuera del ámbito mitológico.
Gorgonea Quarta es una gigante naranja de tipo espectral K0III.
Tiene una temperatura efectiva de 4603 K y es 148 veces más luminosa que el Sol.
Su diámetro angular, una vez considerado el oscurecimiento de limbo, es de 1,94 ± 0,02 milisegundos de arco.
Dado que Gorgonea Quarta se encuentra a 288 años luz del sistema solar, se puede evaluar su diámetro real, resultando ser éste 18,4 veces más grande que el diámetro solar.
Gira sobre sí misma con una velocidad de rotación proyectada de 2,6 km/s.
Tiene una edad estimada de 870 millones de años y, como la mayor parte de las estrellas de nuestro entorno, es una estrella del disco fino.
Presenta una metalicidad —abundancia relativa de elementos más pesados que el helio— algo menor que la solar ([Fe/H] = -0,10).
Gorgonea Quarta tiene una compañera visual a una separación de 177 segundos de arco.
Ambas estrellas no parecen estar físicamente relacionadas.